# تسوق مقنع

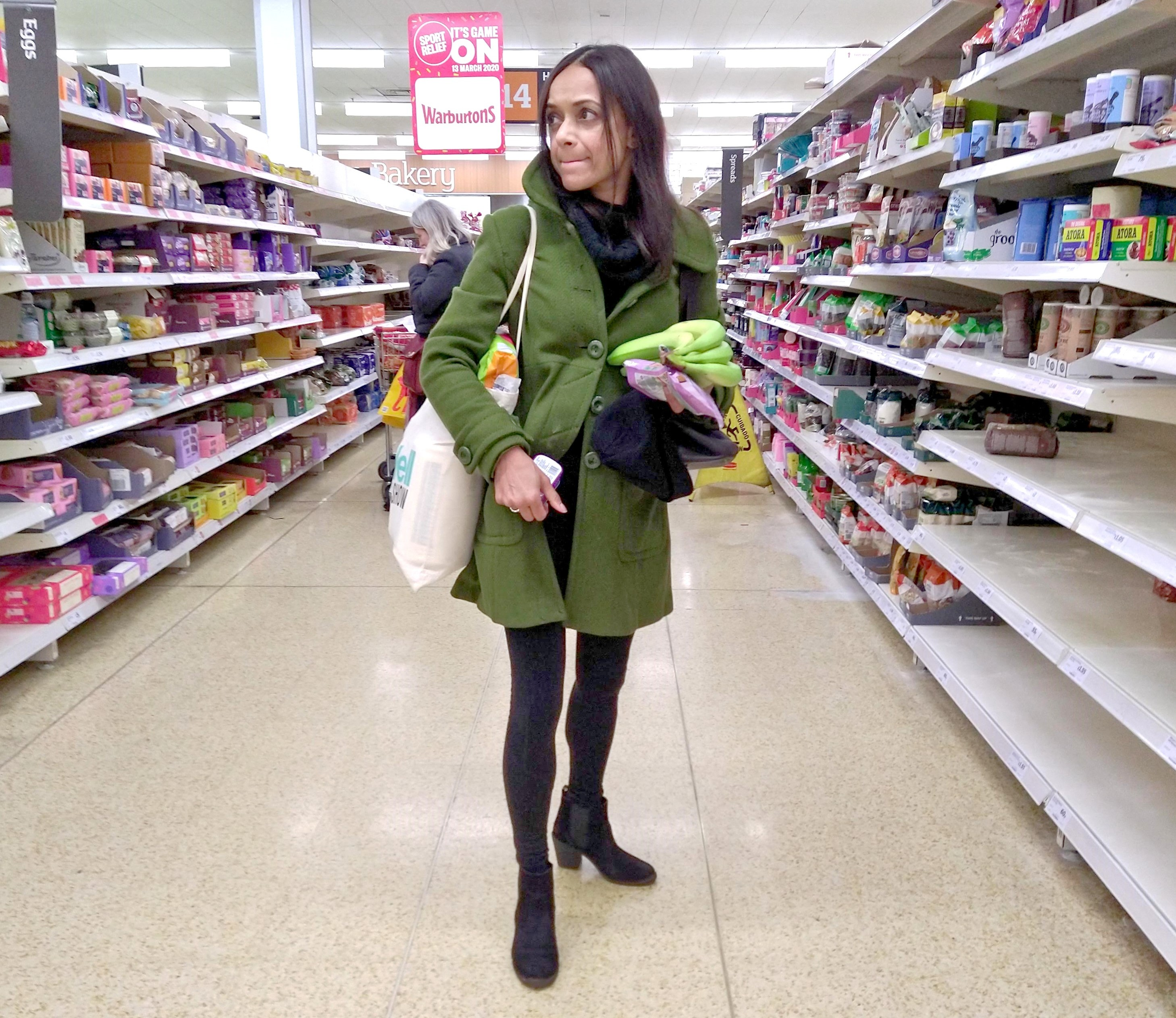

التسوق المقنّع (Mystery shopping) هو اتجاه جديد وحديث انتشر انتشارا واسعا في الولايات المتحدة الأمريكية ثم أوروبا. وهو زيارة يقوم بها أحد المتخصصين لتقييم الخدمات التي تقوم بها المنشآت المختلفة بحيث يكون الشخص القائم بالتقييم مجهول بالنسبة لهذه المنشآت ويتعامل معها كأى عميل آخر.
التسوق الخفي أن يقوم شخص ما بأداء خدمة معينة (تسوق - خدمة) دون الإفصاح عن هويته كمتسوق خفي ومن ثم يقوم بملأ استمارة استبيان بعد الانتهاء من عملية التسوق ؛ هذا الاستبيان يحتوي أسئلة وإجاباتها عبارة عن اختيارات مثل هل قام الموظف بتحيتك ؟ كم المدة التي استغرقتها عمليتك لإتمامها ؟ وبعد الإجابة علي كافة الأسئلة يأخذ هذا الفرع درجة معينة نقيس بها أداءه ؛ مع مراعاة أن توزيع الأسئلة والدرجات تكون حسب الأهمية.

## طرق إجراء التسوق المقنع
هناك عدة طرق لإجراء التسوق المقنع ومنها :
1. بواسطة أشخاص ذوي خبرة في مجال التسوق الخفي
2. بواسطة خدمة التليفون
3. بواسطة التسجيل الصوتي والمرئي السري
4. معايير الجودة
5. التصحيح والتنقيح
6. إعداد التقارير والبرامج والأدوات اللازمة